# Maria Szypowska (1929–2017)
Maria Szypowska, z domu Ostrowska (ur. 11 sierpnia 1929 w Warszawie, zm. 27 sierpnia 2017 tamże) – polska pisarka, działaczka społeczna, członkini Prezydium Tymczasowej Rady Krajowej PRON w 1982 roku, członkini Rady Krajowej PRON w 1983 roku.

## Życiorys
Córka Wacława Ostrowskiego herbu Szreniawa, urzędnika skarbowości, i Marii Grażyny z Czechowskich. W czasie okupacji niemieckiej uczyła się na tajnych kompletach gimnazjalnych Anny Goldmanówny w Warszawie. W 1942-44 należała do Szarych Szeregów. Brała udział w powstaniu warszawskim jako łączniczka. Po upadku powstania przebywała w Kielcach. Od 1945 uczyła się w Liceum im. Królowej Jadwigi w Kielcach; w 1947 zdała maturę. W tymże roku powróciła do Warszawy, gdzie podjęła studia polonistyczne na Uniwersytecie Warszawskim (UW) i w 1953 uzyskała magisterium; nadto studiowała na UW w 1951-54 historię sztuki.
Debiutowała w 1949 r. na łamach prasy jako poetka. W 1949-59 pracowała jako redaktorka w dziale polskiej literatury współczesnej w Państwowym Instytucie Wydawniczym. W 1954 wyszła za mąż za Andrzeja Szypowskiego, fotografika.
Wiersze, artykuły i tłumaczenia ogłaszała m.in. na łamach Dziś i jutro (1953-55;), Naszej Ojczyzny (1957-1960), Nowej Kultury (1955-56, 1958, 1960), Stolicy (1957-62; tu w 1958 stały dział pt. „Spotkania i rozmowy z pisarzami”), Współczesności (1957-61). Należała do współtwórców grupy literackiej Współczesność (1956) i grupy Anabasis (1958). W 1958 podjęła współpracę z radiem jako autorka słuchowisk. W tymże roku zainicjowała wraz z A. Szypowskim wspólny z Marią Dąbrowską wyjazd do Kalisza i Russowa szlakiem „Nocy i dni”, co dało początek pracom literacko-fotoreporterskim i biograficznym Szypowskich – m.in. Świat (1958-1959), Chłopska Droga (1959-1962), Światowid (1965).
W 1959 została członkiem ZLP (w 1965-1975 w składzie Zarządu Głównego, w 1970-1975 w składzie Prezydium Zarządu Głównego ZLP). Od tegoż roku 1959 zajmowała się intensywnie pracą literacką i zaczęła opracowywać, wraz z mężem, liczne książki albumowe ukazujące piękno Polski. Uczestniczyła w pracach Komisji Kultury Zarządu Głównego ZMW 1961-1970 oraz w pracach Rady Korespondencyjnego Klubu Młodych Pisarzy (1963-1970). W 1964-1965 przebywała jako stypendystka CRZZ w Zakładach Azotowych w Kędzierzynie; po opublikowaniu poświęconej im powieści „Wiadro pełne nieba” otrzymała w 1967 honorowe członkostwo załogi tychże Zakładów, Związku Zawodowego Chemików oraz w 1970 godność matki chrzestnej statku m/s Kędzierzyn. Wiersze dla dzieci ogłaszała m.in. w Płomyczku (1964-1972, z przerwami). Wchodziła w skład Komisji Kultury CRZZ (1967-1973) oraz Krajowej Rady Kobiet Polskich (1968-1975). Uczestniczyła w pracach komisji opracowującej ustawę o godle, hymnie i barwach narodowych, przyjętą 31 stycznia 1980 roku. W latach 1986–1989 była członkiem Narodowej Rady Kultury.
Mieszkała w Warszawie.

## Nagrody i odznaczenia
Otrzymała wiele nagród i wyróżnień, m.in. nagrodę literacką im. W. Pietrzaka (1976), Nagrodę Ministra Kultury i Sztuki II stopnia (1977), Nagrodę Trybuny Ludu  (1980), nagrodę Ministra Kultury i Sztuki I stopnia (1983; wspólnie z A. Szypowskim). W 1986-89 była członkiem Narodowej Rady Kultury. 
Otrzymała (wspólnie z A. Szypowskim) nagrodę Prezydenta Miasta Gdyni (1971) i nagrodę Prezydenta Miasta Sopotu (1984). W 1977 jej praca Jan Matejko wszystkim znany otrzymała wyróżnienie w konkursie "Echa Krakowa" na najlepszą książkę o Krakowie. W 1988 (wspólnie z A. Szypowskim) otrzymała nagrody Prezesa RSW „Prasa-Książka-Ruch” i Prezydenta m. Gdańska. W 2000 (wspólnie z A. Szypowskim) otrzymała nagrodę m.st. Warszawy. W 2003 r. w Międzynarodowym Dniu Ochrony Zabytków otrzymała (wspólnie z A. Szypowskim) nagrodę za działalność na rzecz ochrony zabytków. 
Odznaczona m.in. Srebrnym Krzyżem Zasługi (1956), odznakami: „Zasłużony Działacz Ziemi Nyskiej” (1966), „Zasłużony dla Dolnego Śląska” (1967), „Zasłużony Działacz Towarzystwa Rozwoju Ziem Zachodnich” (1967), „Odznaką Tysiąclecia Państwa Polskiego” (1967), Odznaką "Zasłużony Opolszczyźnie” (1969), Złotą odznaką honorową "Za Zasługi dla Warszawy" (1972), „Za Zasługi dla Gdańska” (1978) oraz Krzyżem Kawalerskim (1969) i Krzyżem Oficerskim (1981) Orderu Odrodzenia Polski, Medalem 40-lecia Polski Ludowej (1984). Odznaczona też (wraz z A. Szypowskim) Medalem Zamkowym (1973), Medalem „IV wieki stołeczności Warszawy” (1996), Medalem „Ecclesiae populoque servitium praestanti - Zasłużonemu w posłudze dla Kościoła i Narodu” (1997), Medalem „400-lecia Stołeczności Warszawy” (2000), „Medalem Pamiątkowym Roku Kardynała Stefana Wyszyńskiego” (2001), Dyplomem Honorowym Varsavianistów (2001), Odznaką Honorową „Zasłużony dla Kultury Polskiej” (2009), Srebrnym Medalem „Zasłużony Kulturze Gloria Artis” (2012).

## Działalność kulturotwórcza
W 1990 wraz z mężem Andrzejem Szypowskim (artystą-fotografikiem) założyła Fundację Artibus Warszawskie Organy Wurlitzera działającą na zasadzie wolontariatu, stawiającą sobie za cel ochronę zabytków w Polsce, głównie w Warszawie. W 1996 dla rozszerzenia zakresu prac służących rozwojowi kultury założyła wraz z mężem i synem Janem Szypowskim (artystą-muzykiem) Fundację Artibus Muzyka, Obraz, Słowo, dzięki której na zasadzie wolontariatu zrealizowano wiele akcji koncertowych, wystawienniczych i wydawniczych. Szczególnie ważną akcją było ustawienie w 2003 przy Rynku Starego Miasta trwającej tam do dziś Tablicy Pamięci przypominającej milionom turystów fotografiami oraz tekstem polskim i angielskim zniszczenie Starówki dokonane przez hitlerowskie Niemcy podczas II wojny światowej oraz odbudowę zrealizowaną polskim wysiłkiem, uhonorowaną wpisaniem Starówki przez ONZ na Listę Światowego Dziedzictwa Kulturalnego.

## Opracowania (wybór)
- Lesław M. Bartelski: Polscy pisarze współcześni 1944-1974, W-wa: WAiF 1977.
- Encyklopedia Warszawy. Wydawnictwo Naukowe PWN 1994
- Współcześni polscy pisarze i badacze literatury, t. VIII i X, W-wa: Instytut Badań Literackich Polskiej Akademii Nauk Warszawa 2007.

### Ogólne
- J. Śliwińska: Varsaviana M. i A. Sz. Nasz Dzien. 2002 nr 233.
- ai [A. Idzikowska]: Ożywić umysł, poruszyć serce. Nasz Dzien. 2002 nr 267.
- M.i A. Sz.– 50 lat pracy twórczej. Wydawca. com. pl 2005 z 08.07.
- TO-RT: Polityka między wierszami. Magazyn Literacki. Książki. 2005 nr 8.
- B.Petrozolin-Skowrońska: Ludzie polskiej książki: Maria Szypowska. Andrzej Szypowski. Wydawca 2006 nr 3.
- [spotkanie w Muz. Hist. Warszawy nt. Tablic Pamięci] T. Urzykowski: Podświetlona historia. Gaz. Wyborcz.-Stołecz. 2002 nr 250. –
- [ustawienie Tablicy Pamięci na Starym Mieście] T. Urzykowski: Ruiny i odbudowa. Gaz. Wyborcz.-Stołecz. 2003 nr 120; GW Ku pamięci. Metro 2003 nr 153; i A. Idzikowska: Pierwsza z dwunastu. Nasz Dzien. 2003 nr 132.
- [wurlitzerowska wystawa w Zamku Królewskim] A. Idzikowska-Śliwińska: Zanim zabrzmi unikatowy instrument. Nasz Dzien. 2003 nr 284; Magia niemego kina. Trybuna 2003 nr 286; JSM J.S. Majewski: Muzyka z niemego kina. Gaz. Wyborcza 2003 nr 286; P. Przybylski: Nieme organy. Życie Warszawy 2003 nr 288.
- [wurlitzerowska wystawa w Muzeum Techniki] PC: Wspaniały Wurlitzer. Trybuna 2004 nr 146; A. Idzikowska-Śliwińska: Z powrotem do kina. Nasz Dzien. 2004 nr 148.

### Wywiady, rozmowy
- W. Burtowy: Społeczna wielka synteza. Głos Wielkopol. 1969 nr 70;
- I. Ochnio: O „Detektywach przeszłości” rozmawiamy z M.Szypowską. Expr. Wiecz. 1969 nr 73;
- R. Konieczna: Szczęśliwy związek. Tryb. Opol. 1969 nr 24.
- (am) Mówienie o Polsce. Razem 1970 nr 5; W. Zarychta: Gawędy z pisarzami. Naprzód 1970 nr 19.
- M. Śledzińska: O Warszawie i nie tylko. Słowo Powsz. 1973 nr 134.
- A. Kornacka: Jak powstaje (w spółce) album literacki. Expr. Wiecz. 1975 nr 65.
- [b.a.] [rozmowa z M. Szypowską]: Reżyser narodowej wyobraźni. Głos. Wybrz. 1976 nr 122;
- E. Sadowska: Jak słupy ogniste. Rozmowa z M. Szypowską. WTK 1976 nr 51/52;
- J. Szczawiński: Sztuki od miłości Ojczyzny oddzielać nie wolno! O literaturze faktu historycznego rozmawiamy z M. Szypowską. Słowo Powsz. 1976 nr 163.
- M. Markusz: Jak powstają biografie sławnych ludzi? Rozmowa z M. Szypowską. Kobieta i Życie 1977 nr 47.
- A.R. Wójcik: Z M. Szypowską rozmowa o sławnych twórcach, ich życiu i dziełach. Chł. Droga 1978 nr 1.
- R. Malewicz: Album Gdańsk. Skrót polskiego losu. Rozmawiał... Dzien. Bałt. 1983 nr 32.
- K. Korczak. M. Klat: Nagrody prezydenta Gdańska. Dzien. Bałt. 1988 nr 74.
- [A. Wróblewski] IBIS: Opisywanie Polski. Rozmowa z M. Szypowską. Życie W-wy 1990 nr 59;
- A. Kornacka: Przed spotkaniem z M. Szypowską. Tajemnice Zamku i serca. Expr. Wiecz. 1990 nr 81.
- jes: Państwa Szypowskich przedstawiać nie trzeba. Wiecz. Wybrz. 1991 nr 186;
- K. Korczak: Kultura. Wierni dziedzictwu. Warszawska Fundacja pomaga młodzieży gdańskiej. Dzien. Bałt. 1991 nr 243.
- H. Kowalska: Mimo trudności – chronić polską kulturę. Sł. Powsz. 1991 nr 214.
- K. Masłoń: Ojczyzny Jana Matejki. Rozmowa z M. Szypowską. Rzeczpospol. 1992 nr 286.
- A. Błachowski: Przygoda z Matejką. Z pisarką M. Szypowską rozmawia... Kulisy - Expr. Wiecz. 1993 nr 20.
- A. Borsukiewicz: Ludzie z pasja. To prawdziwy unikat [o ratowaniu warszawskich organów Wurlitzera]. Zwierciadło 1994 nr 7-8; A. * Socha: Książka, piękno obrazu krzepią jak chleb. Z M. Szypowską rozmawia ... Polska Zbroj. 1994 nr 137.
- Z. Zdrojkowska: Polska – moja miłość. Rozmowa z Kazuko Tamura japońską tłumaczką książki Szypowskich o Zamku „Szklane tarcze”. Słowo 1995 nr 150.
- W. Obniska: Osiem wieków historii na co dzień. Rozmowa z M. i A. Szypowskimi. Głos. Wybrz. 1995 nr 219.

## Twórczość

### Twórczość literacka
1. Próba spojrzenia [Wiersze]. Wwa: Czyt. 1958, 35 s. Zawiera wiersze, m.in. w cyklach: Notatki; Trójgłos, oraz prozę poetycką pt. Rady dla narodzonej. - Wyd. wspólnie z tomikami trojga innych poetów [Zdz. J. Bolek, St. Czachorowski, B. Eysymontt] we wspólnej obwolucie pt. Debiuty warszawskie. Wyróżnienie za debiut na Jesieni Poetyckiej w Poznaniu w 1959.
2. Konopnicka, jakiej nie znamy [Biografia]. Wwa: PIW 1963, 618 s. Wyd. nast.: tamże: wyd. 2 1965, wyd. 3 1969, wyd. 4 1973, wyd. 5 1977; wyd. 6 Szczec.: Glob 1985; wyd. 7 Wwa: Wydawn. Spółdzielcze 1990. Wyróżnienie w literackim konkursie międzywydawniczym w 1962.
3. Wiadro pełne nieba [Powieść]. Wwa: LSW 1966, 251 s. Wyd. nast.: tamże: wyd. 3 [!] 1968, wyd. 4 1968, wyd. 4 [!] 1970; wyd. 5 Wwa: CRZZ 1972; wyd. 6 rozszerz. Wwa: LSW 1986. I nagroda w dziale prozy w konkursie na temat „Opolszczyzna i jej dzień nowy”, zorganizowanym w 1967 przez WRN w Opolu, i Oddział Opolski ZLP, oraz nagroda literacka CRZZ w 1967.
4. Kawałek mojego chleba Scenariusz filmowy. Powst. ok. 1967. Wyróżnienie w konkursie Nacz. Zarządu Kinematografii w 1967.
5. Asnyk znany i nieznany [Biografia]. Wwa: PIW 1971, 882 s.
6. Edward Dembowski 1822-1846 [Biografia]. Wwa: MON 1973, 179 s.
7. Jan Matejko wszystkim znany [Biografia]. Wwa: PIW 1976, 459 s. Wyd. nast.: tamże: wyd. 2 1977, wyd. 3 1982; wyd. 4 Wwa: LSW 1985; wyd. 5 Wwa: Zarząd Krajowy ZMW, Zespoły Usługowo-Wytwórcze ZK ZMW „Agrotechnika” 1988; wyd. 6 uzup. Wwa: Fundacja Artibus-Wurlitzer 1992. Nagroda Echa Krak. za najlepszą książkę o Krakowie w 1976.
8. Powrót Julii [Powieść]. Olsztyn: Wydawnictwo Pojezierze 1977, 167 s.
9. Szklane tarcze [Powieść dla młodzieży]. W-wa: NK 1985, 255 s. Wyd. nast.: wyd. 2 tamże 1987; wyd. 3 [współaut.: A. Szypowski] Wwa: Fundacja Artibus-Wurlitzer 1990. Harcerska Nagroda Lit. w 1985. Przekłady: j a p.: Garasu-no tate. [Przeł.] K. Tamura. Tókyó 1995, - r o s.: Sokroviśća korolevskogo zamka. [Przeł.] G. Jazykova. Moskva 1988, wyd. nast. tamże 1989.
10. Niezwykłe dzieje warszawskich organów Wurlitzera [współaut.: A. Szypowski oraz J. Szypowski]. [Esej historyczny]. Warszawa: Fundacja Artibus 2003, 180 s.
11. Niezwykłe dzieje warszawskich organów Wurlitzera The dramatic history of the Warsaw Wurlitzer Organ. [współaut.: A. Szypowski oraz J. Szypowski]. [Książka – katalog wystawy w Muzeum Techniki]. Warszawa: Fundacja Artibus 2004, 52 s.
12. The dramatic history of the Warsaw Wurlitzer Organ [współaut.: A. Szypowski oraz J. Szypowski]. Warszawa: Fundacja Artibus 2009, 180 s.

### Twórczość dla dzieci
1. O trzech pstrych przepiórzycach. [Wierszowana opowieść dla dzieci]. Warszawa: Ruch 1967, [12] k. Por. słuchowiska radiowe.
2. Przepis na zimę. [Wiersz dla dzieci]. Wwa: Ruch 1967, [10] k. Wyd. 2 Warszawa: KAW 1977. Film animowany A. Maliszewskiej na podstawie tekstu Przepis na zimę w 1978.
3. Jutro Turniej Miast. [Widowisko telewizyjne]. TV 1969. Wyróżnienie w konkursie TV na sztukę dla Teatru Młodego Widza.
4. Panie Janie, niech pan wstanie. [Wiersz dla dzieci]. Warszawa: Ruch 1969, [12] k. Wyd. 2 tamże 1973.

### Opracowania albumowe, z tekstem Marii Szypowskiej, z fotografiami i układem graficznym Andrzeja Szypowskiego
1. Gniezno. Warszawa: SiT 1961, 16 56 s., wkładka z tłum. na jęz. ang, franc. i ros. Wyd. 2 rozszerz. tamże 1967.
2. Opole. Warszawa: SiT 1963, [64] s., wkładka z tłum. na jęz. ang, franc. i ros.
3. Jelenia Góra. Warszawa: SiT 1964, 20 [68] s., oraz wkładka w jęz pols., ang, franc. i ros. Wyd. 2 tamże 1967.
4. Nysa. [Warszawa] SiT 1965, 15 k [48] s., wkładka z tłum. na jęz. ang, franc. i ros.
5. Paczków. Warszawa: SiT 1965, 14 [62] s., wkładka z tłum. na jęz. ang, franc. i ros.
6. Legnica. Warszawa: SiT 1966, 23 [70] s., wkładka z tłum. na jęz. ang, franc. i ros.
7. Brzeg. Warszawa: SiT 1969, 31 [96] s., wkładka z tłum. na jęz. ang, franc. i ros.
8. Góra św. Anny. Warszawa: SiT 1969, 27 [92] s wkładka z tłum. na jęz. ang, franc. i ros.
9. Słupsk. Warszawa: SiT 1971, 28 k 82 s., wkładka z tłum. na jęz. ang, franc. i ros.
10. Zamek Królewski w Warszawie. Warszawa: SiT 1971, 31 94 s., wkładka z tłum. na jęz. ang, franc. i ros. Wyd. 2 rozszerz. tamże 1973, 118 s. (1971 - pierwsza książka o Zamku po odwołaniu rządowego zakazu odbudowy.)
11. Gdynia. Słowo wstępne: W. Żukrowski. Warszawa: SiT 1975, 192 s., wkładka z tłum. na jęz. ang, franc. i ros. Wyd. 2 uzup. tamże 1977. Nagroda Prezydenta m. Gdyni w 1971. Nagroda Ministra Handlu Zagranicznego i Gospodarki Morskiej w 1975.
12. Gdańsk. Słowo wstępne: W. Żukrowski. Warszawa: SiT 1978, 124 k., wkładka z tłum. na jęz. ang, franc. i ros. Wyd. 2 zmien. tamże 1983, 294 s. Nagroda Prezydenta m. Gdańska w 1988.
13. Pieśń ziemi naszej. Warszawa: SiT 1979, 167 s.
14. Znak ziemi naszej. Warszawa: SiT 1980, 167 s.
15. Sopot. Słowo wstępne: W. Żukrowski. Warszawa: SiT 1984, [184] s., wkładka z tłum. na jęz. ang, franc. i ros. Nagroda artystyczna Prezydenta m. Sopotu w 1984.
16. Oliwa - muzyka wieków. Warszawa: Interpress 1987, 62 s. Wyd. 2 uzup.Warszawa: Fundacja Artibus-Wurlitzer [1991], 200 s., wkładka z tłum. na jęz. ang. i niem. 1. Osobiste przyjęcie w katedrze oliwskiej specjalnie opracowanego egzemplarza tej książki przez papieża Jana Pawła II w 1987. 2. Nagroda Prezesa RSW „Prasa-Książka-Ruch” w 1988.
17. Warszawski Zamek Królewski. Zamek Rzeczypospolitej. Warszawa: SiT 1989, 328 s. Wyd. nast.: wyd. 2 uzup. Warszawa: Fundacja Artibus-Wurlitzer, Dom Słowa Pol. 1991, wyd. 3 tamże 1994, wyd. 4 uzup. i zaktualizowane tamże 1998. Wkładki z tłum. na jęz. ang., franc., hiszp., niem., ros. 1. Tytuł Książki Roku Kulturalnego 1989/1990. Wyd. 2 wystawione w polskiej ekspozycji na Wystawie Światowej EXPO ’92 Sevilla w Hiszpanii.
18. Serce Gdańska - odwiecznego portu Rzeczypospolitej Polskiej. Warszawa: Fundacja Artibus-Wurlitzer, Dom Słowa Pol. 1995, 208 s. Wkładki z tłum. na jęz. ang. i niem.
19. Gdańsk: Dwór Artusa. Warszawa: Fundacja Artibus-Wurlitzer, Dom Słowa Pol. [1997], [20] s. Wersja w jęz. ang. i w jęz. niem. Seria: Skarby Dziejów.
20. Gdańsk: Ratusz Głównego Miasta. Warszawa: Fundacja Artibus-Wurlitzer, Dom Słowa Pol. [1997], [20] s. Wersja w jęz. ang. i w jęz. niem. Seria: Skarby Dziejów.
21. Oliwa - Bazylika Archikatedralna. Warszawa: Fundacja Artibus-Wurlitzer, Dom Słowa Pol. [1997], 20 s. Wersja w jęz. ang. i w jęz. niem. Seria: Skarby Dziejów.
22. Warszawa: Zamek Królewski. Warszawa: Fundacja Artibus-Wurlitzer, Dom Słowa Pol. [1997], [20] s. Wersja w jęz. ang., w jęz. franc., w jęz. hiszp., w jęz. niem., w jęz. ros. Seria: Skarby Dziejów.
23. Gdy wchodzisz w progi Katedry. Karty z dziejów Archikatedry Świętego Jana w Warszawie. [Książka - katalog wystawy w Zamku Królewskim w Warszawie]. Warszawa: Fundacja Artibus 1998, 40 s. Wkładka z informacjami uzupełniającymi oraz z tłum. na jęz. ang., franc. i niem. 1998, 20 s.
24. Gdy wchodzisz w progi Katedry... As you enter the Cathedral... Warszawa: Fundacja Artibus.1999/2000, 230 s. 1. Osobiste przyjęcie w katedrze warszawskiej specjalnie opracowanego egzemplarza tej książki przez papieża Jana Pawła II w 1999. 2. Dyplom Warszawskiej Premiery Literackiej. 3. Tytuł Książki Roku 2000.
25. Gdy wchodzisz na Stare Miasto... As you enter the Old Town... Warszawa: Fundacja Artibus 2000, 254 s.
26. Stare Miasto dobrem kultury światowej. The Warsaw Old Town a monument of world culture. Wwa: Fundacja Artibus 2001, 96 s.
27. Gdy wchodzisz na Trakt Starej Warszawy... As you enter the Old Warsaw Track... Warszawa: Fundacja Artibus 2002, 96 s. Wyd. nast.: wyd. 2 uzup. tamże 2005.
28. Gdy wchodzisz na Nowe Miasto... As you enter the New Town... Warszawa: Fundacja Artibus 2005, 240 s.
29. Tablice Pamięci Starego i Nowego Miasta w Warszawie, Stolicy Polski. The Memorial Plaques of the Old and the New Town in Warsaw, the Capital of Poland. Warszawa: Fundacja Artibus 2005, 32 s.
30. Trylogia Staromiejska. The Old Town Trilogy. [Współaut.: A. Szypowski] Warszawa: Fundacja Artibus 2006. W nowym opracowaniu: Gdy wchodzisz w progi Katedry... As you enter the Cathedral..., 232 s.; Gdy wchodzisz na Stare Miasto... As you enter the Old Town..., 254 s.; Gdy wchodzisz na Nowe Miasto... As you enter the New Town..., 240 s.
31. Gdy wchodzisz w progi Katedry... As you enter the Cathedral... Warszawa: Fundacja Artibus. 2008, 248 s. Wyd. 3 uzup. 248 s. Dołączona płyta CD Jana Szypowskiego „Polska muzyka organowa w Archikatedrze Warszawskiej”.

### Słuchowiska radiowe dla dzieci i młodzieży
M.in.: A to heca. Radio 1967. - Gapa i zuch. Radio 1967. - Łowca lisów. Radio 1967. - O trzech pstrych przepiórzycach. Radio 1967 [por. Twórczość poz. 5]. - Szalony pościg. Radio 1967. - Biały most. Radio 1968. – Bursztyn królowej Bałtyku. Radio 1968. - Jak bajki zmieniają się w prawdę. Radio 1968. – Bronkowe przygody. [Cykl]. Radio 1969. - Sieroce gniazdo. Radio 1969. - Na jednej strunie. Radio 1970. - Od Opola do Opola. Radio 1970. - Skarb w starym zamku. Radio 1970. - Skarbnikowy dar. Radio 1970. - Bolek w Jeleniej Górze. Radio 1971. - Róże czarownicy. Radio 1971. - Deszcz. Radio 1977. - Dom pod Królewskim Płaszczem. Radio 1977.
Realizacje telewizyjne i cykle wypowiedzi w TVP: m.in. widowisko Jutro Turniej Miast. TVP1969 [por. Twórczość poz. 7]. – Cykl autorski w Kurierze Warszawskim TVP: Detektywi tropiący przeszłość.
Film animowany Aliny Maliszewskiej na podstawie tekstu „Przepis na zimę” [por. Twórczość poz. 6].

### Przekłady
1. H. Laxness: Dzwon Islandii. [Powieść]. Tłum. z niem.: E. Misiołek i ... Warszawa: PIW 1957, 487 s. Wyd. 2 Pozn.: WP 1975.
2. B. Brecht: Interesy pana Juliusza Cezara. Fragment powieści. Tłum.: E. Misiołek i ... Warszawa: PIW, 1960, 218 s.